# Benjamin Hornigold
Benjamin Hornigold (zm. 1719) – angielski żeglarz, pirat oraz łowca piratów. 
Hornigold rozpoczął swoją piracką działalność ok. 1713, napadając na statki kupieckie w rejonie Bahamów. Był współtwórcą tzw. Republiki Piratów w Nassau i jedną z najważniejszych postaci tzw. Złotej Ery Piratów. Jego podwładnym, a później towarzyszem, był Edward Teach. 
Dowodził flotą kilku okrętów i ponad trzystu ludźmi załogi. W 1718 skorzystał z prawa do amnestii królewskiej i dołączył do grona łowców piratów. Zginął najprawdopodobniej w 1719 u wybrzeży Nowej Hiszpanii, kiedy jego okręt rozbił się o rafę podczas sztormu.

## Życiorys

### Pirat
Zachowało się niewiele informacji nt. jego młodości, podobnież ustalenie dokładnej chronologii jego działalności nastręcza trudności. Pochodził z Anglii, być może z okolic Norfolku. Najpewniej służył jako korsarz podczas Wojny królowej Anny i nie zaakceptował faktu zawarcia pokoju w 1713. Początkowo działał w rejonie Jamajki. Na przełomie 1713 i 1714 (lub później) wspólnie z grupą towarzyszy, m.in. Danielem Stillwellem, Johnem Cockramem i Johnem Westem, zorganizował niewielką flotyllę slupów i jednostek typu periagua i zaczął napadać na okręty kupieckie u wybrzeży New Providence. W leżącym na tej wyspie Nassau wraz z towarzyszami zorganizował centrum autonomicznego mikropaństewka, w historiografii określanego jako Republika Piratów.
W owym czasie Hornigold był kapitanem okrętu Marianne (lub Mary). Później przejął on kontrolę nad trzydziestodziałowym slupem Ranger, najsilniejszą wówczas jednostką w akwenie. W toku swojej działalności dowodził wieloma innymi okrętami, m.in. slupami Happy Return (który był jego pierwszym okrętem), Benjamin i Adventure.  
Jednym z najbliższych jego wspólników był Edward „Czarnobrody” Teach – ten dołączył do załogi Hornigolda w 1716. Hornigold, zdobywszy okręt Ranger, przekazał Teachowi dowodzenie nad poprzednią jednostką. Wiosną 1717 wspólnie splądrowali kolejno trzy okręty kupieckie. Hornigold i Teach należeli do najważniejszych piratów New Providence, obok Henry’ego Jenningsa i Josiaha Burgessa. 
W tym okresie flotylla Hornigolda liczyła pięć uzbrojonych statków i około 350 osób załogi. W kwietniu 1717 piraci zdobyli kilka kolejnych okrętów kupieckich, a także zdołali umknąć przed pościgiem wojennego HMS Winchelsea. 
Unikał napadania na jednostki pływające pod brytyjską banderą, być może po to, by móc przedstawiać się jako korsarz, a nie pirat. Podejście to nie podobało się załodze, której członkowie przegłosowali w maju 1717 odsunięcie go od dowodzenia i obsadzili na tej pozycji Samuela Bellamy’ego. Hornigoldowi pozostawiono jeden ze zdobycznych statków, wraz z garstką ludzi, którzy pozostali lojalni – jednym z nich był Teach (według niektórych opracowań zdarzenia te miały miejsce w 1716). Pod koniec 1717 w Nassau piraci poznali Stede’a Bonneta, który leczył rany po jednej z bitew morskich – Teach przejął dowodzenie nad okrętem Bonneta i odłączył się od floty Hornigolda – według niektórych opracowań Hornigold przez pewien czas żeglował wraz z Czarnobrodym i Bonnetem, towarzysząc im jeszcze przy zdobywaniu okrętu Concorde, co jednak jest sprawą dyskusyjną, podobnie jak dokładna chronologia wydarzeń lat 1716-1718.

### Łowca piratów
Hornigold kontynuował swoją działalność do grudnia 1717, kiedy otrzymał informację nt. królewskiej amnestii dla piratów. W styczniu 1718 popłynął do Jamajki i tam otrzymał ułaskawienie (według niektórych opracowań miało to miejsce kilka miesięcy później w Nassau). Niedługo później znalazł zajęcie jako łowca piratów na usługach gubernatora Bahamów Woodesa Rogersa.
Na rozkaz Rogersa Hornigold ścigał swoich dawnych towarzyszy, pojmując m.in. Nicholasa Woodalla i Johna Augera. W 1719  gubernator wyznaczył go do patrolowania lokalnych szlaków handlowych – w trakcie tego zadania okręt Hornigolda natrafił między New Providence a Nową Hiszpanią na sztorm i rozbił się o rafę. W toku tych wydarzeń łowca piratów najprawdopodobniej zginął – według niektórych opracowań zmarł na bezludnej wyspie.

## W kulturze
Postać Hornigolda pojawia się w miniserialu Czarnobrody (2006), w jego postać wciela się tam Stacy Keach. Jest jedną z niegrywalnych postaci w grze Assassin's Creed IV: Black Flag. W serialu Piraci jest postacią drugoplanową, graną przez Patricka Lystera. W 2021 na platformie Netflix udostępniono serial Zaginione królestwo piratów, w którym rola pirata przypadła Samowi Callisowi.